# Тё (Бельгия)
Тё — коммуна в Валлонии, расположенная в провинции Льеж, округ Вервье. Принадлежит Французскому языковому сообществу Бельгии. На площади 83,36 км² проживают 11 571 человек (плотность населения — 139 чел./км²), из которых 49,03 % — мужчины и 50,97 % — женщины. Средний годовой доход на душу населения в 2003 году составлял 12 783 евро.
Почтовый код: 4910. Телефонный код: 087.